# حبل سري (رواية)
حبل سري رواية للروائية السورية مها حسن. صدرت الرواية أوّل مرة عام 2010 عن “دار الكوكب” الشقيقة لدار الريّس للكتب والنشر في بيروت. ودخلت في القائمة الطويلة للجائزة العالمية للرواية العربية لعام 2011، المعروفة باسم «جائزة بوكر العربية».

## حول الرواية
تروي الكاتبة السورية «مها حسن» في هذه الرواية تناقضات الحياة ما بين سوريا وفرنسا من خلال حكاية أمّ وابنتها. بعد زواج الأخيرة في سوريا، تجد الابنة نفسها مضطرة إلى العودة إلى فرنسا سعيًا منها إلى حرية لم تستطع عيشها في وطنها الأم.